# Péché grave
Un péché grave est un péché dont le degré de gravité est élevé.
Bien que cette définition puisse paraître évidente, il existe une discussion de vocabulaire dans la religion chrétienne autour de ce terme.
Les péchés graves peuvent être généralement pardonnés. Il existe une exception : le péché contre l'Esprit Saint est irrémissible.

## Catholicisme
Le catholicisme sépare les péchés en deux catégories :
- le péché véniel qui affaiblit la grâce divine sans la supprimer ;
- le péché mortel, dont la matière est grave (ex. violence, adultère, vol important...) et qui est commis en pleine conscience et de propos délibéré. Cet acte coupe totalement celui qui le commet de la grâce divine, plaçant ainsi l'âme en état de mort (c'est-à-dire séparée de Dieu) jusqu'à son absolution.

Pour qu’un péché soit mortel trois conditions sont ensemble requises : " Est péché mortel tout péché qui a pour objet une matière grave, et qui est commis en pleine conscience et de propos délibéré "
Certains théologiens ont voulu créer une notion intermédiaire, le péché grave, qui consisterait en un péché dont la matière est grave, mais pour lequel les conditions du péché mortel ne seraient pas totalement remplies. D'autres - ainsi que des textes de catéchisme - avaient proposé la substitution de l'expression de péché grave à celle de péché mortel moins parlant.
L'Église a tranché en indiquant clairement qu'il n'y a pas lieu d'introduire une troisième catégorie, l'appellation péché grave servant le plus souvent à tenter de relativiser un péché mortel. Le terme péché grave doit donc être compris comme un synonyme de péché mortel.